# ヴィトヤ・ヴロンスキー
ヴィトヤ・ヴロンスキー（Vitya Vronsky, 1909年8月22日 - 1992年6月28日）は、ロシア出身のピアノ奏者。

## 生涯
イェウパトーリヤにヴィクトリア・ミハイロヴナ・ヴロンスキーロシア語: Виктория Михайловна Вронская, ラテン文字転写例:Viktoria Mikhailovna Vronsky)として生まれる。キエフ音楽院を15歳で卒業後、ベルリンに行ってアルトゥル・シュナーベルの薫陶を受け、ヴィクトル・バビンと出会う。1933年にバビンとデュオを組み、1937年に結婚した。1938年に夫婦でアメリカに亡命し、アメリカを中心に演奏活動を展開した。
1961年にバビンと共にクリーヴランド音楽院の教師となり、夫の死後は独奏者として演奏活動を継続した。
クリーヴランドにて死去。

## 註
1. ↑  pomnipro.ru